# Hazard (Kentucky)
Hazard é uma cidade localizada no estado americano de Kentucky, no Condado de Perry.

## Demografia
Segundo o censo americano de 2000, a sua população era de 4806 habitantes.
Em 2006, foi estimada uma população de 4867, um aumento de 61 (1.3%).

## Geografia
De acordo com o United States Census Bureau tem uma área de
18,2 km², dos quais 18,2 km² cobertos por terra e 0,0 km² cobertos por água.

## Localidades na vizinhança
O diagrama seguinte representa as localidades num raio de 28 km ao redor de Hazard.